# 岩手高原スノーパーク
岩手高原スノーパーク（いわてこうげんスノーパーク）は、岩手県岩手郡雫石町にあるスキー場である。
かつては地産グループが経営し、岩手高原スキー場の名称で営業していたが、7年間の休業を経た2004年（平成16年）、鈴木商会の経営により現名称のスキー場として営業を再開した。

## 概要

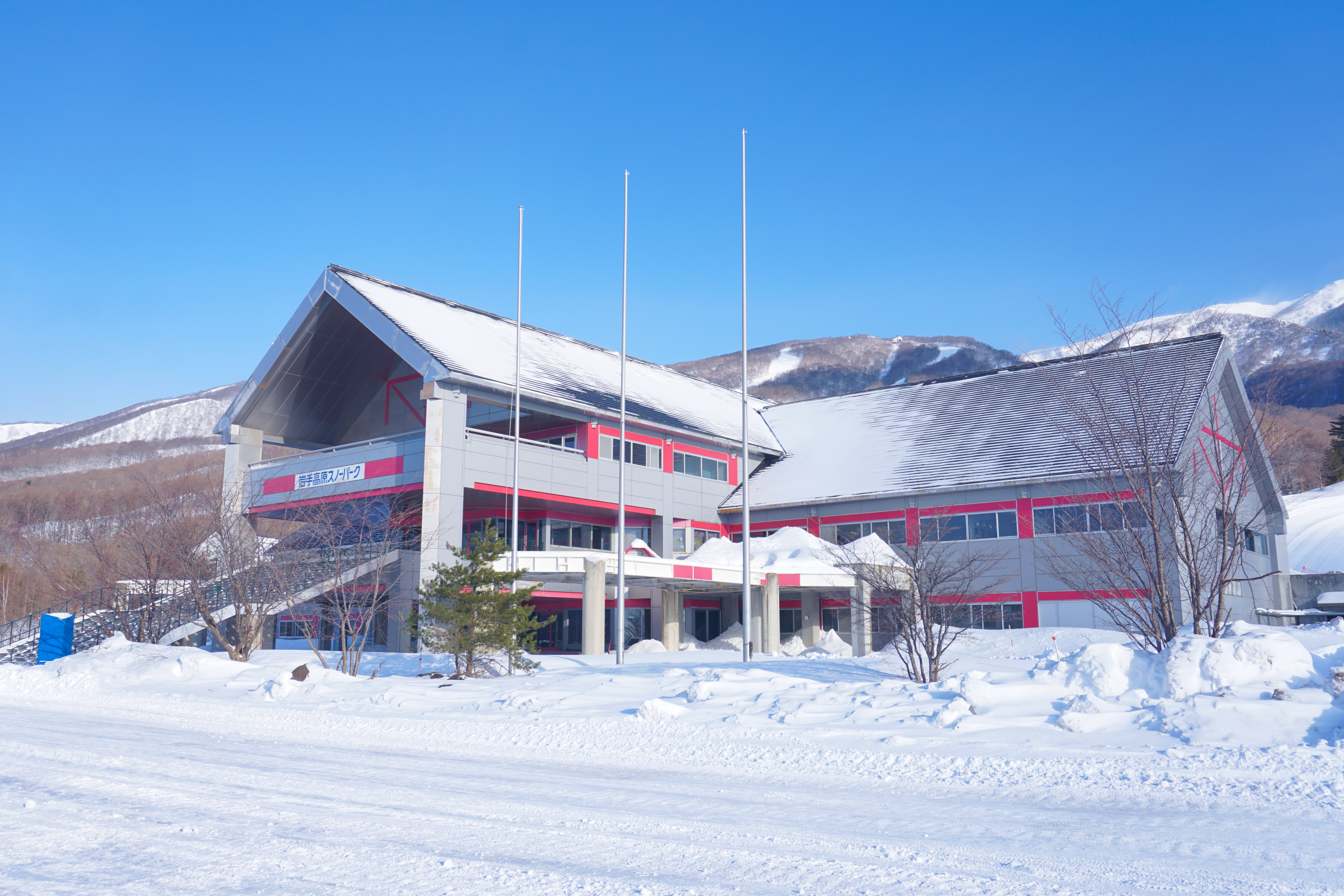
センタープラザ

やや斜度のある直線的なコースが主体で、中央にあるゴンドラからは全てのコースにアクセスできる。近年はスノーパークにも力を入れている。
すぐ隣には網張温泉スキー場が、斜め向かいの山には雫石スキー場がある。

## 沿革
- 1971年（昭和46年） - 12月、東洋観光興業により開設。
- 1998年（平成10年） - 岩手山で火山性地震や地殻変動が観測された。このため岩手山には入山規制が敷かれ、被害を受けた岩手高原スキー場も休業を余儀なくされた。当時の運営会社は地産トーカン（東洋観光興業→トーカン→地産トーカンに合併等で社名変更）。

その後、火山活動が沈静しても長期に渡って休業していたため施設の修復などに多額の費用が必要である上、運営会社も経営難であり、営業再開の目処がなかなか立たず、一時は絶望的とも言われていた。
- 2002年（平成14年） - 運営会社ジェネラスコーポレーション（地産トーカンから社名変更）の親会社地産が会社更生法適用を申請し倒産する。
- 2004年（平成16年） - ジェネラスコーポレーションが民事再生法の適用を申請する。岩手高原スキー場についてはスポーティング・マネジメント社（現ホテル＆リゾートマネジメント社。奥利根スノーパーク（旧称水上奥利根スキー場）などを経営する鈴木商会グループ）が引き受けることとなり、岩手高原スノーパークと改称し、7年ぶりとなる2004-2005シーズンから営業を再開することができた。

## 設備
ゴンドラ1本、ペアリフト6本（うち1本が自動循環式を採用した高速リフト）、ナイター設備あり

## オープン時期
12月上旬から3月下旬まで滑走可能。